# Biocentrismo
El biocentrismo (del griego βιος, bios, "vida"; y κέντρον, kentron, "centro") es un término aparecido en los años 1970 para designar a una teoría moral que afirma que todo ser vivo merece respeto moral. Asociado en sus orígenes con la ecología profunda o ecologismo radical, el biocentrismo pretende reivindicar el valor primordial de la vida. 
Propone que todos los seres vivos tienen el mismo derecho a existir, a desarrollarse y a expresarse con autonomía y merecen el mismo respeto al tener el mismo valor. Aboga que la actividad humana cause el menor impacto posible sobre otras especies y sobre el planeta en sí. Dadas sus características, es una filosofía contraria al teocentrismo y antropocentrismo. El biocentrismo explica que lo que percibimos como realidad es un proceso que exige la participación de la conciencia. Funda su ideario en los conceptos de interacción, la coevolución, la complejidad de las relaciones entre las especies, la no discriminación, el trato con los animales, la cultura de lo vivo, la interactividad de los sexos, la democracia participativa, la agricultura ecológica y el uso de las energías renovables.

## Principio Biocéntrico
El principio biocéntrico se define como una noción ética y filosófica que identifica la vida como el valor central y organizador del universo. Se plantea que todas las formas de vida poseen un valor intrínseco, más allá de la utilidad para el ser humano. A diferencia de algunos enfoques antropocéntricos, el biocentrismo sostiene que la existencia humana es sólo una entre muchas en la amplia red interdependiente de la vida en la Tierra.
Este principio involucra un gran cambio en la ética contemporánea, al desplazar la atención desde una moral centrada solamente en lo humano hacia una ética de respeto y responsabilidad con todas las formas de vida. Como lo señala el filósofo noruego Arne Naess, quien fue precursor de la ecología profunda, “la igualdad biosférica de derechos reconoce el valor inherente de todos los seres vivos, independientemente de sus propiedades instrumentales”.
En el área de las humanidades y las ciencias sociales, Rolando Toro Araneda el principal personaje responsable de desarrollar el principio biocéntrico. Toro propuso que “la vida es el eje estructurador del universo y debe ser el criterio de validación de todo conocimiento, institución o comportamiento humano”. Desde esta perspectiva, el principio biocéntrico además de informar las relaciones éticas con la naturaleza, propone una reeducación afectiva basada en la conexión empática con la vida, la afectividad, y la integración cuerpo-mente.
El principio biocéntrico también ha sido mencionado en diferentes contextos como la ética ambiental, el pensamiento ecofeminista y la pedagogía ecosocial, con aplicaciones que van desde la conservación de ecosistemas hasta la educación emocional y comunitaria. La UNESCO, en su Declaración Universal sobre Bioética y Derechos Humanos, promueve una visión que converge con este principio al sostener que la vida humana y otras formas de vida deben ser tratadas con respeto.

### Sesgo andro-antropocéntrico
El sesgo andro-antropocéntrico es una categoría crítica que surge en el cruce entre el feminismo, los estudios críticos animalistas y las epistemologías decoloniales. Desde una perspectiva feminista biocéntrica, este sesgo se refiere a la doble centralidad otorgada tanto al varón como a la especie humana como medida universal de lo que se considera valioso, racional y digno de representación. Esta visión dualmente jerarquizada margina a las mujeres y a las identidades no binarias y consolida una ontología de dominación sobre los animales no humanos, los ecosistemas y las formas de vida no occidentales. Mientras el feminismo ha denunciado históricamente el androcentrismo como una forma de exclusión epistémica y material de las mujeres, el antropocentrismo añade una segunda capa de dominación: la idea de que solo los humanos (y en particular los varones blancos, cisgénero y propietarios) encarnan la racionalidad, la agencia política y el derecho a la explotación de lo "otro". De esta manera, el sesgo andro-antropocéntrico reproduce lógicas patriarcales, coloniales y especistas, desvalorizando tanto las subjetividades femeninas y queer como las de otros seres vivos no humanos, reducidos frecuentemente a recursos, símbolos o simples objetos de estudio. 
Esta crítica se extiende a ámbitos como la bioética, donde la experimentación animal sigue justificándose en paradigmas humanocéntricos que invisibilizan el trabajo reproductivo de las mujeres y la dependencia del capitalismo de la naturaleza. Investigaciones recientes han demostrado que los sistemas de inteligencia artificial replican este doble sesgo, entrenados en datasets que privilegian voces masculinas y perspectivas utilitaristas sobre la naturaleza, lo cual demuestra la persistencia de jerarquías naturalizadas en estos entornos tecnológicos avanzados. El feminismo biocéntrico propone una ética relacional que cuestiona las dicotomías cultura-naturaleza y humano-no humano, reivindicando alternativas como el ecofeminismo situado o el pensamiento chthulucénico propuesto por Donna Haraway (2016), que reconoce las interdependencias entre especies y la agencia de lo más-que-humano.

### Ética relacional y critica al dualismo naturaleza-cultura
La ética relacional, enmarcada dentro del feminismo biocéntrico y en diálogo con corrientes ecofeministas, constituye una propuesta filosófica y política que cuestiona los fundamentos del dualismo naturaleza-cultura. Este dualismo, históricamente vinculado al pensamiento occidental, ha sostenido estructuras de dominación como el patriarcado y el antropocentrismo, al asociar lo femenino con la naturaleza (lo pasivo, irracional y explotable) y lo masculino con la cultura (lo racional, activo y dominante). En este contexto, el feminismo biocéntrico denuncia el sesgo andro-antropocéntrico, una forma de pensamiento que jerarquiza y separa al sujeto varón-humano del resto de los cuerpos considerados “otros”, como mujeres, animales y ecosistemas.
En oposición a esta lógica de exclusión y dominio, el feminismo biocéntrico plantea una ética relacional que reconoce el valor intrínseco de todas las formas de vida y promueve una comprensión interconectada del mundo. Esta visión crítica también alcanza a la ciencia moderna, vista como un dispositivo históricamente masculinizado que ha contribuido a la instrumentalización de lo viviente. Frente a ello, se propone una producción de conocimiento más situada, empática y sostenible, orientada a prácticas que respeten la diversidad biológica y cultural.